# Huangzhuang (sockenhuvudort i Kina, Jiangxi Sheng, lat 28,48, long 116,95)
Huangzhuang är en sockenhuvudort i Kina. Den ligger i provinsen Jiangxi, i den sydöstra delen av landet, omkring 110 kilometer öster om provinshuvudstaden Nanchang. Antalet invånare är 12 388. Befolkningen består av 5 841 kvinnor och 6 547 män. Barn under 15 år utgör 21,0 %, vuxna 15-64 år 70 %, och äldre över 65 år 7,0 %.
Runt Huangzhuang är det ganska tätbefolkat, med 222 invånare per kvadratkilometer. Närmaste större samhälle är Meigang, 14,1 km väster om Huangzhuang. I omgivningarna runt Huangzhuang växer i huvudsak blandskog.
Genomsnittlig årsnederbörd är 2 741 millimeter. Den regnigaste månaden är juni, med i genomsnitt 480 mm nederbörd, och den torraste är oktober, med 37 mm nederbörd.